# Two Oceans Aquarium
Het Two Oceans Aquarium is een zeeaquarium in de Zuid-Afrikaanse stad Kaapstad. Het bevindt zich in Victoria & Alfred Waterfront en het aquarium werd geopend op 13 november 1995. De naam van het aquarium verwijst naar de Atlantische en Indische Oceaan, die bij de provincie Westkaap samen komen. In het Two Oceans Aquarium worden diersoorten uit deze regio gehouden.
Het eerste gedeelte van het aquarium omvat de Atlantic Ocean Gallery en de Indian Ocean Gallery met diverse kleinere aquaria voor onder meer kwallen, spinkrabben, anemoonvissen, roggen en het Knysna-zeepaardje. Het Penguin Exhibit is vormgegeven als een kustbos met een gemeenschappelijk verblijf voor zwartvoetpinguïns en Afrikaanse zwarte scholeksters, kleine aquaria voor zoetwatervissen en enkele terraria voor onder meer de klauwkikker en de molslang. De twee grootste bassins zijn het Kelp Forest Exhibit met naast verschillende beenvissen een groep rotspinguïns en het Predator Exhibit met zandtijgerhaaien, grote beenvissen en een onechte karetschildpad.